# Дамлос
Дамлос (њем. Damlos) општина је у њемачкој савезној држави Шлезвиг-Холштајн. Једно је од 36 општинских средишта округа Остхолштајн. Према процјени из 2010. у општини је живјело 726 становника. Посједује регионалну шифру (AGS) 1055011.

## Географски и демографски подаци
Дамлос се налази у савезној држави Шлезвиг-Холштајн у округу Остхолштајн. Општина се налази на надморској висини од 20 метара. Површина општине износи 9,4 km². У самом мјесту је, према процјени из 2010. године, живјело 726 становника. Просјечна густина становништва износи 78 становника/km².